# Municipio de Cedar Creek (condado de Wexford)
El municipio de Cedar Creek (en inglés: Cedar Creek Township) es un municipio ubicado en el condado de Wexford en el estado estadounidense de Míchigan. En el año 2010 tenía una población de 1757 habitantes y una densidad poblacional de 19,87 personas por km².

## Geografía
El municipio de Cedar Creek se encuentra ubicado en las coordenadas 44°22′40″N 85°24′8″O / 44.37778, -85.40222. Según la Oficina del Censo de los Estados Unidos, el municipio tiene una superficie total de 88.42 km², de la cual 88.36 km² corresponden a tierra firme y (0.07%) 0.06 km² es agua.

## Demografía
Según el censo de 2010, había 1757 personas residiendo en el municipio de Cedar Creek. La densidad de población era de 19,87 hab./km². De los 1757 habitantes, el municipio de Cedar Creek estaba compuesto por el 96.93% blancos, el 0.23% eran afroamericanos, el 0.4% eran amerindios, el 0.17% eran asiáticos, el 0.06% eran isleños del Pacífico, el 0.34% eran de otras razas y el 1.88% pertenecían a dos o más razas. Del total de la población el 1.99% eran hispanos o latinos de cualquier raza.